# Urologija
Urologija (od grčkog οὖρον ouron „urin” i -λογία -logia „studija”), takođe poznata kao genitourinarna hirurgija, klinička je grana koja se bavi oboljenjima urinarnih organa (bubreg, ureteri, mokraćna bešika i uretra) kao i genitalnih organa muškarca (penis, testisi, epididimi, prostata).
Urinarni i reproduktivni traktovi su blisko povezani, i poremećaji obično utiču na oba. Stoga glavni spektar poremećaja kojima se bavi urologija se javlja u domenu urogenitalnog sistema. Urologija kombinuje upravljanje medicinskim (i.e., nehirurškim) stanjima, kao što su infekcije mokraćnih puteva i benigna uvećanja prostate, sa upravljanjem hirurškim stanjima kao što rak bešike ili prostate, kamenje u bubrezima, kongenitalne abnormalnosti, traumatske povrede, i stresna inkontinencija.
Urološke tehnike obuhvataju minimalno invazivne robotske i laparoskopije, laserske operacije, i druge navođene procedure. Urolozi su obučeni da koriste otvorene i minimalno invazivne hirurške tehnike, koristeći ultrazvučno navođenje u realnom vremenu, svetlovodnu endoskopsku opremu, i razne lasere u tretmanu višestrukih benignih i malignih stanja. Urologija je blisko srodna sa (i urolozi često sarađuju sa lekarima iz drugih oblasti) onkologijom, nefrologijom, ginekologijom, andrologijom, pedijatrijskom hirurgijom, kolorektalnom hirurgijom, gastroenterologijom, i endokrinologijom.Напредно
Посебни знакови
Помоћ
Наслов
Формат
Уметање
Urologija je jedna od najkonkurentnijih i visoko traženih hirurških specijalnosti za lekare, pri čemu novi urolozi sačinjavaju manje od 1,5% diplomiranih studenata iz medicinskih škola u Sjedinjenim Državama svake godine.

## Simptomi u urologiji
Najčešći razlozi zbog kojih se pacijenti javljaju urologu su infekcije mokraćnih puteva, kamenje u bubregu i mokraćnim putevima i oboljenja prostate. Na žalost, čest razlog dolaska urologu su i tegobe iza kojih se krije neko od malignih oboljenja urogenitalnog trakta. Blagovremeno i tačno postavljena dijagnoza olakšaće izlečenje i sprečiti neželjene posledice i komplikacije kako benignih oboljenja (infekcija, kamen, benigno uvećanje prostate i sl.), tako i malignih oboljenja koja su, ako su otkrivena u ranom stadijumu razvoja, najčešće definitivno izlečiva.
Iako je urologija kao samostalna nauka relativno mlada, njeni koreni vuku još iz antičke istorije.

## Urologija u antičkoj medicini
Već u starom Egiptu oko 1000 god. pne. bio je poznat kateter za mokrenje. Ovaj prvobitni kateter je bio sačinjen od bronze. Takođe su se sprovodile i operacije uklanjanja kamenca iz mokraćne bešike. I u staroj Grčkoj su se lekari bavili urološkim bolestima.
Hipokrat je prvi klasifikovao poremećaje mokrenja, te razlikovao poremećaje mikcije od dizurije (bolnog mokrenja), inkontinencije (nemogućnost zadržavanja mokraće) i nokturije. Nadalje, on opisuje nastajanje kamenca u mokraćnoj bešici, ne savetujući druge lekare da operativno uklanjaju kamenac (u čuvenoj Hipokratovoj zakletvi stoji da lekari ne smeju vaditi kamenac). Hipokrat je proučavao i oboljenja bubrega, a pošto mu iz verskih razloga nisu dopustili da vrši anatomske studije ljudskih leševa, sva ispitivanja su bila bazirana na posmatranju pacijenata.
Prvi anatomski opisi prostate potiču od Herifilosa iz Halkedona 300. god. pne. Ovi opisi se baziraju na obdukciji leševa. Kasnije, Amonius iz Aleksandrije oko 250. god. pne. poboljšava tehniku vađenja kamenca putem njegovog drobljenja i vađenja pomoću klešta, odatle vodi i njegov nadimak Lithotom (grčki lithos - kamen). Rimski lekar Celzijus je nanovo otkrio učenje Hipokrata, te u svojim delima opisuje tehnike uklanjanja kamenca iz mokraćne bešike i postavljanja metalnih katetera.
Aretaijos iz Kapadokije je klasifikovao različite vrste upala bubrega i preporučivao terapiju putem postavljanja katetera. U kasnijoj antici Oribazios iz Pergamona opisuje spajanje mokraćovoda s kateterima napravljenim od cinka i olova, a Paulos iz Aigine u 5. veku dalje poboljšava operaciju vađenja kamenca tako što preko anusa dolazi do kamenca i vadi ga preko reza s bočne strane tijela. Ova metoda se održala sve do 17. - 18. veka.

## Urologija u arapskoj medicini
Ibn Sina (980 - 1037) u svom delu Canon medicinae je opisao, na bazi Galenovih učenja, poremećaje u funkcionisanju bubrega i posledice koje proizilaze iz toga. Sa tim u vezi, on upotrebljava fine kožne cevi ojačane olovom kao katetere. Abulkazis iz Španije, u 11. veku se bavio operacijama kamenca u mokraćnoj bešici (mada on sam nije vršio takve operacije) na temelju dela Paulusa iz Aigine. Svoja saznanja je objavio medicinskoj enciklopediji od 30 tomova, koja je vekovima bila hirurško remek-delo.

## Urologija u srednjem veku
Važna urološka i anatomska saznanja otkrio je Leonardo da Vinči, zatim briselski anatom Andreas Vezal (1514 - 1564) i njegov naslednik Eustahi (1500 - 1574). Iz oblasti anatomije urogenitalnog trakta, opise semenika izneo je francuski lekar Etjen La Riveljer, dok je Marseluz Malpigi (1628–1694) pridoneo nauci svojim otkrićem funkcionisanja bubrega (Malpigijeve piramide) ,Lorenco Belini (1643–1704) tokom svog istraživanja otkriva nefrone (bubrežne kanaliće).
Kao utemeljitelj urologije u obliku kakav danas poznajemo, smatra se italijanski anatom Đovani Batista Morganji (1682–1771). Svojim delom O uzrocima bolesti u pet tomova 1761. je postavio temelje za naučna istraživanja. Istraživao je i analizirao razne varijante sužavanja mokraćnih kanala i klasifikovao tumore mokraćne bešike. Pri tom je otkrio hiperplaziju prostate, istraživao kompenzatorno povećanje jednog bubrega zbog gubljenja ili nefunkcionisanja drugog.
Samim razvitkom urologije, početkom 19. veka se pojavila urološka endoskopija kao metoda dijagnostike uroloških oboljenja. Najveći razvoj urologije i urološke endoskopije učinio je lekar iz Frankfurta Filip Bozini. On je 1806. godine napravio prvi endoskop koji je koristio svetlo sveće. Tek 1826. godine Segalas je pokušao ovo otkriće upotrebiti u lečenju pacijenata. Koristio se ogledalima za pregled mokraćne bešike, a svetlost su davale dve sveće.
Kasnije je francuski hirurg Antonin Dezormauh (1815—1882), koji je tada radeći u Parizu, u Akademiji za medicine, godine 1853. predstavio endoskop, koji je koristio smesu etanola i terpentinskog ulja za osvetljenje. Takođe je istraživao mokraćovode i mokraćnu bešiku, te je 1865. svoja istraživanja objavio u knjizi.
Otkriće prvog cistoskopa s električnim osvetljenjem pripisuje se drezdenskom lekaru Maksimilianu Niceu (1848—1907) koji ga je prezentovao u Beču 1879. godine. Kasnije je napisao Priručnik cistoskopije 1889. te cistografski Atlas 1894. godine. Sa cistoskopijom praktično počinje tačnije istraživanje i klasifikacija bolesti mokraćnih puteva. Istovremeno se razvija ureter-kateter kojim se sondiraju mokraćni putevi. Pošto je bilo vrlo teško raditi s prvobitnim cistoskopom, Hoakin Albaran (1860—1912) iz Pariza je razvio specijalni cistoskop s mehaničkim pokretnim vrhom.
Nakon otkrića rendgenskih zraka 1895. godine i začetka radiologije, rendgensko snimanje u urologiji je započeto 1927. godine kada je von Lihtenberg, ubrizgavajući u krvotok posebno sredstvo za pojačavanje kontrasta i vidljivosti mokraćnih puteva, razvio tzv. pijelografiju, pa se time dijagnostikovanje u urologiji još više poboljšalo.

## Poddiscipline
Kao medicinska disciplina koja uključuje negu mnogih organa i fizioloških sistema, urologija se može raščlaniti na nekoliko poddisciplina. U mnogim većim akademskim centrima i univerzitetskim bolnicama, koji se odlikuju vrhunskom brigom o pacijentima i kliničkim istraživanjima, urolozi su često specijalizovani za određenu poddisciplinu.

### Endourologija
Endourologija je grana urologije koja se bavi zatvorenom manipulacijom mokraćnih puteva. U poslednje vreme se razvila da obuhvata sve minimalno invazivne urološke hirurške zahvate. Za razliku od otvorene hirurgije, endourologija se izvodi pomoću malih kamera i instrumenata koji su uneti u urinarne kanale. Transuretralna hirurgija je kamen temeljac endourologije. Do većine mokraćnih puteva može doći preko mokraćne cevi, što omogućava operaciju prostate, operaciju tumora urotelijuma, operaciju kamena i jednostavne uretralne zahvate. Nedavni dodatak laparoskopije i robotike je dodatno podelio ovu granu urologije.

### Laparoskopija
Laparoskopija je grana urologije koja se brzo razvija i zamenila je neke otvorene hirurške procedure. Robotski potpomognuta operacija prostate, bubrega i mokraćovoda je proširila ovo polje. Danas se mnoge prostatektomije u Sjedinjenim Državama izvode uz takozvanu robotsku pomoć. Međutim, ovo je stvorilo polemiku, jer robotika uveliko povećava troškove operacije, a korist za pacijenta može ili ne mora biti proporcionalna dodatnim troškovima. Štaviše, trenutna (2011) tržišna situacija za robotsku opremu je defakto monopol jedne korporacije u javnom vlasništvu, što dodatno podstiče polemiku o isplativosti.

### Urološka onkologija
Urološka onkologija odnosi se na hirurško lečenje zloćudnih genitourinarnih bolesti poput raka prostate, nadbubrežne žlezde, bešike, bubrega, mokraćovoda, testisa i penisa, kao i kože i potkožnog tkiva, i mišića i fascija tih područja (ta posebna podvrsta preklapa se sa dermatološkom onkologijom i srodnim oblastima onkologije). Lečenjem genitourinarnog karcinoma upravlja urolog ili onkolog, zavisno od vrste lečenja (hirurškog ili medicinskog). Većina uroloških onkologa u zapadnim zemljama koristi minimalno invazivne tehnike (laparoskopiju ili endourologiju, robotski potpomognute operacije) za upravljanje urološkim karcinomima koji su podobni za hirurško lečenje.

### Neurourologija
Neurourologija se odnosi na kontrolu nervnog sistema genitourinarnog sistema, i stanja koja izazivaju abnormalno mokrenje. Neurološke bolesti i poremećaji poput moždanog udara, multiple skleroze, Parkinsonove bolesti i povreda kičmene moždine mogu da poremete donji urinarni trakt i dovedu do stanja kao što su urinarna inkontinencija, prekomerna aktivnost detruzora, zadržavanje mokraće i disinergija detruzorskih sfinktera. Urodinamičke studije igraju važnu dijagnostičku ulogu u neurourologiji. Terapija poremećaja nervnog sistema uključuje čistu povremenu samokateterizaciju bešike, antiholinergičke lekove, ubrizgavanje toksina botulina u zid mokraćne bešike, i napredne, mada ređe korišćene terapije, kao što je sakralna neuromodulacija. Manje izražene neurološke nepravilnosti mogu takođe izazvati urološke poremećaje - na primer, mnogi istraživači smatraju da abnormalnosti senzornog nervnog sistema igraju ulogu u poremećajima bolnog ili učestalog mokrenja (npr. sindrom bolne mokraćne bešike, takođe poznat kao intersticijski cistitis).

## Literatura
- Thomas Gasser i Georg Rutishauser: Basiswissen Urologie, Springer-Verlag.  978-3-540-25637-3.
- Kutikov, A; Bonslaver, J; Casey, J. T.; Degrado, J; Dusseault, B. N.; Fox, J. A.; Lashley-Rogers, D; Richardson, I; Smaldone, M. C.; Steinberg, P. L.; Trivedi, D. B.; Routh, J. C. (2010). „The Gatekeeper Disparity: Why Do Some Medical Schools Send More Medical Students into Urology?”. The Journal of Urology. 185 (2): 647—652. PMC 3058515 . PMID 21168862. doi:10.1016/j.juro.2010.09.113.

## Spoljašnje veze
- „Urology - An Overview - Urology Match”. www.urologymatch.com. Архивирано из оригинала 19. 08. 2022. г. Приступљено 22. 06. 2020.
- (RACS), Royal Australasian College of Surgeons. „Urology”. www.surgeons.org (на језику: енглески). Приступљено 24. 1. 2018.
- „Overview - Urological Society of Australia and New Zealand”. www.usanz.org.au. Приступљено 24. 1. 2018.
- „Urology”. Australian Medical Association (на језику: енглески). 17. 2. 2016. Приступљено 24. 1. 2018.
- „Clinical Urologists Group Supports Genomic Testing for Prostate Cancer”. ClinicalOMICs. 6. 3. 2018. Приступљено 9. 3. 2018. „The Association, which represents nearly 4,000 member urologists nationwide, said in the one-page statement.... The AACU’s statement has won support from the Large Urology Group Practice Association (LUGPA), which represents more than 2,300 physicians who make up more than 25% of the nation’s practicing urologists.”